# Béon (Yonne)
Béon es una localidad y comuna francesa situada en la región de Borgoña, departamento de Yonne, en el distrito de Auxerre y cantón de Joigny.

## Demografía
| 372 | 411 | 409 | 452 | 547 | 518 | 574 | 584 | 601 | 569 | 578 | 592 | 578 | 575 | 595 | 557 | 531 | 513 | 516 | 441 | 393 | 384 | 365 | 348 | 346 | 361 | 316 | 328 | 320 | 406 | 455 | 476 | 502 |
| Para los censos de 1962 a 1999 la población legal corresponde a la población sin duplicidades (Fuente: INSEE [Consultar]) |     |     |     |     |     |     |     |     |     |     |     |     |     |     |     |     |     |     |     |     |     |     |     |     |     |     |     |     |     |     |     |     |